# Martines de Pasqually
Joachim Martines de Pasqually (Grenoble? 1727 – Santo-Domingo 1774) was een vrijmetselaar en theurg die voornamelijk bekend geworden is als de leermeester van Louis-Claude de Saint-Martin.

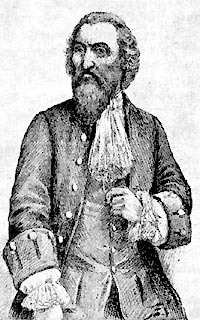
Martines de Pasqually

Zekere informatie over hem van voor 1754 is niet bekend. Volgens sommige bronnen was hij een converso afkomstig van Portugal of Spanje. Martines was de stichter van de Ordre des chevaliers maçons Elus Cohens de l’Univers. Het grootste deel van zijn actieve leven speelde zich af in Frankrijk. Twee van zijn rechtstreekse leerlingen zouden later bekend worden: Jean-Baptiste Willermoz en Louis-Claude de Saint-Martin. Saint-Martin werd zelfs zijn persoonlijke secretaris, maar verliet zijn beweging, die naar zijn zin te magisch was en niet voldoende mystiek. Willermoz ging zich meer toeleggen op de Christelijke kant van de vrijmetselarij. Waar de beweging van deze drie tezamen in de 18de eeuw gemeenschappelijk werd aangeduid als martinisme, maakte Papus voor het eerst een onderscheid. Hij classificeerde de deelbewegingen als volgt:
- Martinezisme: de beweging van Martines de Pasqually
- Willermozisme: de beweging van Jean-Baptist Willermoz
- Martinisme: de beweging van Louis-Claude de Saint-Martin

In 1774 trok Martines naar Santo Domingo om er – naar eigen zeggen – een erfenis op te halen. Hij zou daar echter overlijden.

## Werken van Martines
- Traité sur la réintégration des êtres (1770)

## Werken over Martines
- Papus: Martines de Pasqually, sa vie, ses pratiques magiques, son oeuvre, ses disciples, suivi des catéchismes des Elus Coens, d'après des documents entièrement inédits (1895)
- Franz von Baader: Les enseignements secrets de Martines de Pasqually (1900)
- Gustaaf van Rijnberk: Martines de Pasqually, sa vie, son oeuvre, son Ordre (1935-1938)
- Serge Caillet: Martines de Pasqually. Le théurge de Bordeaux (2009)
- Michelle Nahon: Martinès de Pasqually (2017)
- Jean-Marc Vivenza: Martinès de Pasqually et Jean-Baptiste Willermoz (2020)